# روبرتو میراندا
روبرتو میراندا (پرتغالی: Roberto Miranda؛ زادهٔ ۳۱ ژوئیهٔ ۱۹۴۳) بازیکن فوتبال اهل برزیل بود.
از باشگاه‌هایی که در آن بازی کرده‌است می‌توان به باشگاه فوتبال فلامینگو، باشگاه فوتبال کورینتیانس، و باشگاه فوتبال بوتافوگو اشاره کرد.
وی همچنین در تیم ملی فوتبال برزیل بازی کرده‌است.